# Kövesdi Lajos
Kövesdi Lajos (Szolnok, 1911. augusztus 10. – 1990. március 25.) magyar labdarúgó, csatár, nemzeti labdarúgó-játékvezető, sportvezető.

## Családja
1911. augusztus 10-én született Szolnokon Kövesdi Ambrus vasúti mázoló és Szalai Éva gyermekeként. Három bátyja: Zoltán (1901–?), István (1903–?) és József (1907–?) is aktívan foglalkoztak a labdarúgással. Volt olyan időszak, amikor mind a három idősebb Kövesdi a Szolnoki MTE csatársorában szerepelt.

## Pályafutása
Szakmunkás tanulóként, korengedménnyel igazolták le a Szolnoki AK csapatába. Nehezen igazolt, mert gyerekként nagyon szerette az atlétikát. Eredményes pályafutása során 18-szor szerepelt a Közép-Dél válogatottban. Az 1937–38-as idényben a Szolnoki MÁV megnyerte az NB II bajnokságát és bekerültek az NB I-be. 1941-ben Érsekújvárra került, mint játékos-edző, az NB III-ig vezette a csapatot.
Játékvezetésből 1948-ban Szolnokon vizsgázott. A Nyugat-magyarországi Labdarúgó Alszövetség (NyLASz) által üzemeltetett bajnokságokban tevékenykedett. Az MLSZ a Magyar Futballbírák Testülete (JT) minősítésével NB II-es bíró. Küldési gyakorlat szerint rendszeres partbírói szolgálatot is végzett. A második világháború után az NB I-es Szolnoki MÁV intézője. 1948-tól Békéscsabán edző, sportvezető. Játékvezetői pályafutását befejezve a Békés megyei Labdarúgó-szövetség JB ellenőreként tevékenykedik. Békéscsaba Város Labdarúgó-szövetségének elnöke. 1964-ben a Gyomai TK edzője. A Játékvezető folyóirat Békés megyei tudósítója.
1990 áprilisában hunyt el.

## Külső hivatkozások
- Kövesdi Lajos. magyarfutball.hu. (Hozzáférés: 2013. június 22.)
- Kövesdi Lajos. futballtortenet.blog.hu. (Hozzáférés: 2016. április 11.)
- Kövesdi Lajos. hungaricana.hu. (Hozzáférés: 2016. április 11.)